# 杜霍夫全苏自动化研究所
杜霍夫全苏自动化研究所（俄语：Всероссийский научно-исследовательский институт технической физики），位于俄罗斯联邦莫斯科，是苏联一家核武器研制机构。隶属于苏联中型机械工业部。 

## 历史
1954年成立第11设计局第1分局。1956年独立成为第25设计局。1966改为"航空航天"工厂。1969年改为“航空自动化研究所”。1986年改为“杜霍夫全苏自动化研究所”。
主要从事：
- 核武器
- 核装置引爆系统
- 核武器的非核元器件
- 自动化测试设备
- 改进核武器的安全
- 核动力工程的自动化控制系统

## 历任领导
- 1954—1964: 尼古拉·列奥尼多维奇·杜霍夫（俄语：Духов, Николай Леонидович）中将 - 所长兼首席设计师
- 1964—1987: 尼古拉·伊万诺维奇·巴甫洛夫（俄语：Павлов, Николай Иванович）中将 所长
- 1964—1997: 阿尔卡季·阿达莫维奇·布里什（俄语：Бриш, Аркадий Адамович） – 首席设计师
- 1987—2008: 巴尔马科夫，尤里·尼古拉耶维奇（俄语：Бармаков, Юрий Николаевич） – 所长, 列宁奖与苏联国家奖获得者.[1]
- 1997—2015: 盖尔曼·阿列克谢耶维奇·斯米尔诺夫（俄语：Смирнов, Герман Алексеевич） 首席设计师 [5]俄联邦国家奖获得者、俄联邦政府奖获得者
- 2008: 谢尔盖·尤里耶维奇·洛帕列夫（俄语：Лопарёв, Сергей Юрьевич） – 所长，俄联邦国家奖获得者[1]
- 2009: 亚历山大·维克托罗维奇·安德里亚什（俄语：Андрияш, Александр Викторович） 首席科学家
- 2015: 西多罗夫，亚历山大·维克托罗维奇（俄语：Сидоров, Александр Викторович (ученый)） – 首席设计师

## 延伸閲讀
- Kiryushkin, V. D. . Snezhinsk: RFNC-VNIITF Publishing House. 2011: 38−59/.
- Kiryushkin, V. D. . Snezhinsk: RFNC-VNIITF Publishing House. 2015: 15−47/.
- Ryabova, L.D. (编).  3. G. A. Goncharov, P. P. Maksimenko. M.: Fizmatlit/State Atomic Energy Corporation Rosatom. 2009: 600  [2021-09-20]. ISBN 978-5-92211157-7. （原始内容存档于2021-06-07） （俄语）.